# Dny lidí dobré vůle
Dny lidí dobré vůle jsou oslavy státního svátku Dne slovanských věrozvěstů a připomínka odkazu sv. Cyrila a Metoděje, konané od roku 2000 každoročně ve dnech 3.–5. července na poutním místě Velehrad nedaleko Uherského Hradiště. Ústředním bodem akce je Národní pouť na Velehradě – jedna z nejvýznamnějších poutí v Česku, pořádaná v den svátku těchto světců 5. července již od roku 1863.

## Historie

### 2000
Dny lidí dobré vůle se na Velehradě konaly poprvé v roce 2000, tehdy ještě pod názvem Slavnostní koncert, který se uskutečnil 4. července na prostranství před bazilikou Nanebevzetí Panny Marie. Inspirací pro vznik koncertu byl obdobný projekt papeže Jana Pavla II. Na prvním velehradském koncertě vystoupili: Spirituál kvintet, Jana Kirschner, Jiří Pavlica a Hradišťan, Daniel Hůlka, Marta Kubišová, Petr Malásek, Eva Dřízgová a Jaroslav Svěcený. Oslavy zakončila 5. července slavnostní mše, které se, stejně jako koncertu, zúčastnili představitelé vlády, zástupci Parlamentu ČR, velvyslanci evropských zemí a na dvacet tisíc poutníků.

### 2001
V tomto roce byl Slavnostní koncert opět přejmenován; nový název Koncert lidí dobré vůle je platný do poslední editace této stránky. V předvečer státního svátku Dne slovanských věrozvěstů se na Velehrad sjeli také vozíčkáři nejen z České republiky, ale i ze zahraničí. Součástí velehradských oslav se totiž roku 2001 stalo Mezinárodní setkání vozíčkářů, které pořádá Maltézská pomoc a České velkopřevorství Suverénního řádu maltézských rytířů. Na Koncertu lidí dobré vůle, jímž všechny přítomné provedl převor břevnovského kláštera Prokop Siostrzonek, zazpívali: Jožo Ráž, Jiří Pavlica a Hradišťan, Daniel Hůlka, Sestry Steinovy či Eva Dřízgová. Živý hudební doprovod zajistila zlínská Filharmonie Bohuslava Martinů. Mezi hosty tohoto ročníku byli velvyslanec Itálie Paolo Faiolo, ministři Petr Lachnitt, Jaromír Schling, Jan Fencl, a senátor Jan Ruml. Oslavy státního svátku vyvrcholily 5. července mší svatou, jíž se zúčastnilo asi dvacet tisíc věřících.

### 2002
Dne 4. července se na Velehradě setkali čeští a zahraniční vozíčkáři, pro které byla připravena nejen beseda s Jaromírem Jágrem a Janem Železným, ale zároveň i třetí ročník Koncertu lidí dobré vůle. Na koncertě vystoupili: Roman Dragoun, skupina Kryštof, Marie Rottrová, Jiří Pavlica s Hradišťanem, Pavel Žalman Lohonka nebo sbor Schola Gregoriana Pragensis Davida Ebena. Pozvání arcibiskupa Graubnera na koncert přijali např. premiér Vladimír Špidla, ministři Cyril Svoboda, Bohuslav Sobotka, Libor Ambrozek, Jiří Lobkowicz. Během koncertu představil moderátor Prokop Siostrzonek dva charitativní projekty: Centrum pro rodinu a Adopce na dálku. Koncert dovysílal v přímém přenosu Český rozhlas 1 – Radiožurnál, Česká televize odvysílala 6. července záznam.

### 2003
V rámci velehradských oslav se konala mezinárodní konference na téma Naděje Evropy, jíž se zúčastnili představitelé šesti evropských států: České republiky, Maďarska, Polska, Rakouska, Slovenska a Slovinska. Součástí oslav bylo Mezinárodní setkání vozíčkářů a Koncert lidí dobré vůle, na němž vystoupili zpěváci z účastnických evropských zemí: Petr Muk, Jiří Pavlica a Hradišťan (ČR), No Name (Slovensko), Eva Ferencz (Maďarsko), Marta Maslowska (Polsko), Matjaž Robavs a Tomaž Plahutnik (Slovinsko). Besedy s vozíčkáři se zúčastnili Monika Žídková, Jaromír Jágr a Cyril Svoboda.

### 2004
Dosud jednodenní oslavy byly rozšířeny na několik dní. Současně byl změněn i název oslav na dodnes platné Dny lidí dobré vůle. Slavnosti byly zahájeny 2. července setkáním Film ve znaku ryby. Hlavní část programu, zahrnující setkání vozíčkářů, ekologické a prorodinné aktivity či Koncert lidí dobré vůle, připadla na 4. červenec. Na charitativním koncertě vystoupili např. Miroslav Žbirka, Jiří Pavlica a Hradišťan, Lenka Filipová, Peter Dvorský nebo Lewron Orchestra.

### 2005
Tento ročník Dnů lidí dobré vůle rozšířil dosavadní program o soutěž ve fotbalových dovednostech, ruční přepisování Bible a mezinárodní konferenci na téma Společenská odpovědnost podniků v současné Evropě. Na Koncertu lidí dobré vůle vystoupili Jiří Pavlica s Hradišťanem, skupina No Name, Věra Martinová, Vašo Patejdl, Hana Hegerová a další. Slavnostní mše celebroval Miloslav Vlk a společně s českými, moravskými a slezskými biskupy.

### 2017
Za hlavního celebranta poutní mše svaté byl určen vatikánský prelát, prefekt kongregace kardinál Marc Ouellet. Připravovalo se množství výstav a sportovních i ekologických aktivit. Očekávalo se mezinárodní setkání vozíčkářů a byl přichystán i speciální seminář na téma proměny rodiny jako instituce; pozvání naň přijal filozof Jan Sokol. Na tradičním koncertu Večera lidí dobré vůle měl vystoupit např. Hradišťan s Jiřím Pavlicou, Marie Rottrová, Slza či Filharmonie Bohuslava Martinů ze Zlína.

## Záštita jednotlivých ročníků
2000
- Jan Graubner, olomoucký arcibiskup

2001
- Jan Graubner, olomoucký arcibiskup

2002
- Jan Graubner, olomoucký arcibiskup

2003
- Jan Graubner, olomoucký arcibiskup

2004
- Jan Graubner, olomoucký arcibiskup
- Ministerstvo kultury
- Libor Lukáš, hejtman Zlínského kraje
- Obecní úřad Velehrad

2005
- Jan Graubner, olomoucký arcibiskup
- Libor Lukáš, hejtman Zlínského kraje
- Obecní úřad Velehrad

2006
- Jan Graubner, olomoucký arcibiskup
- Libor Lukáš, hejtman Zlínského kraje
- Obecní úřad Velehrad

2007
- Jan Graubner, olomoucký arcibiskup
- Livie Klausová, manželka prezidenta republiky
- Ján Figeľ, eurokomisař pro sport a kulturu
- Libor Lukáš, hejtman Zlínského kraje
- Obecní úřad Velehrad

2008
- Jan Graubner, olomoucký arcibiskup
- Livie Klausová, manželka prezidenta republiky
- Ján Figeľ, eurokomisař pro sport a kulturu
- Libor Lukáš, hejtman Zlínského kraje
- Obecní úřad Velehrad

2017
- Jan Graubner, olomoucký arcibiskup
- Jiří Čunek, hejtman Zlínského kraje

2022
- Jan Graubner, olomoucký arcibiskup
- Radim Holiš, hejtman Zlínského kraje